# Fausto y Margarita (película de 1904)
Fausto y Margarita (Damnation du docteur Faus) es una película muda de la productora francesa Star Film del año 1904, del director pionero Georges Méliès.

## Producción
La película es una condensación de 15 minutos de Fausto, una ópera de 1859 de Charles Gounod basada en la leyenda de Fausto. El año anterior, Méliès había usado una versión musical diferente de la leyenda, La condenación de Fausto de Hector Berlioz, como inspiración para su película homónima.
Méliès tomó el papel de Mefistófeles y Jeanne Calvière interpretó a Siebel, quien había trabajado en el establo del Cirque d'Hiver hasta 1900, cuando Méliès la contrató para interpretar a Juana de Arco en su película del mismo nombre. Ella se mantuvo entre su grupo principal de actores durante varios años después de su debut como Juana.
Los efectos especiales en la película se crearon con maquinaria escénica, pirotecnia, empalmes de sustitución, superposiciones y disoluciones.

## Estreno
La película fue lanzada por la Star Film Company de Méliès y tiene el número 562-574 en sus catálogos. La película se publicitó en Francia como una obra fantástica en un gran espectáculo en 20 cuadros, y en América como una nueva y magnífica ópera cinematográfica en 20 cuadros.
Una partitura de piano de selecciones de la ópera se adjuntó con el film. Según las recopilaciones realizadas en 1944 por Paul Méliès, sobrino de Georges Méliès, fue su padre Gaston quien compiló la banda sonora, que "siguió exactamente las escenas". La partitura debía fotografiarse en manuscrito para su reproducción, ya que grabarla con planchas de impresión hubiera sido demasiado costoso. Una de las que fueron reproducidas fotográficamente sobrevive en el National Center of Cinematography and the moving image.
Una copia de la película, al parecer faltando algunas escenas, sobrevive en la Biblioteca del Congreso de Estados Unidos. Un fragmento corto de una copia impresa a mano de la película, con los cuadros decimoquinto y decimosexto (Walpurgis Night y Ballet of Celebrated Women) sobrevive en una colección privada inglesa.